# Tiroteo en los alrededores del Northside Hospital, Atlanta
El Tiroteo en los alrededores del Northside Hospital, Atlanta, fue un tiroteo masivo, ocurrido el 3 de mayo del 2023, en las instalaciones del Hospital Northside en Midtown Atlanta, Georgia, Estados Unidos. Cinco personas recibieron disparos, una de muerte y tres de gravedad, antes de que un sospechoso masculino huyera de la escena. Fue detenido ocho horas después y acusado de un cargo de asesinato y cuatro cargos de asalto agravado.

## Momento del tiroteo
El tiroteo tuvo lugar el 3 de mayo de 2023, aproximadamente a las 12:00 horas, hora local EDT. La policía fue enviada a las 12:08 p. m. El Departamento de Policía de Atlanta (APD) emitió un tuit a las 12:37 p. m. instando a los residentes a refugiarse en el lugar cerca de las instalaciones de Midtown del Hospital Northside, siguiendo los informes de una situación de tirador activo dentro del edificio con múltiples lesiones confirmadas. La instalación está ubicada en un distrito comercial dentro de Atlanta.  Según la policía, el sospechoso estaba allí para una cita y estaba acompañado por su madre. En algún momento, se agitó y sacó una pistola. La naturaleza de la designación no ha sido revelada debido a las regulaciones de HIPAA.  El APD comenzó una persecución del sospechoso varios minutos después, tuiteando una fotografía del sospechoso.  Los apartamentos Atlantic House, ubicados cerca del hospital, fueron puestos bajo llave. El refugio en el lugar se levantó una hora después.
Según el jefe de APD, Darin Schierbaum, el sospechoso robó una camioneta Toyota Tacoma blanca en una gasolinera Shell cercana y pudo huir de la escena. La policía del condado de Cobb aumentó su presencia en Vinings, Cumberland y el área que rodea a Truist Park en un esfuerzo por encontrar al sospechoso. Según un lector de matrículas, el sospechoso estaba cerca de Truist Park y The Battery. El vehículo robado fue recuperado en un estacionamiento con una cámara cercana que grabó al sospechoso alrededor de las 12:30 p. m. El sospechoso fue localizado y arrestado el mismo día poco antes de las 8:00 p. m.
Las Escuelas Públicas de Atlanta enviaron oficiales a las escuelas que administra y retuvieron a los estudiantes para despedirlos.  Todas las citas de pacientes en el centro se cancelaron para el 4 de mayo.

### Arresto
Después de ocho horas de estar huyendo, la policía arrestó a Deion Patterson, de 24 años (nacido en octubre de 1998) en el vecindario Waterford Place de Smyrna,  a 21 km (13 millas) de la escena del tiroteo. Posteriormente fue acusado de un cargo de asesinato y cuatro cargos de asalto agravado.

## Víctimas
Las víctimas son todas mujeres, con edades que oscilan entre los 25 y los 71 años. La fallecida fue identificada como Amy St. Pierre, de 39 años, empleada de los Centros para el Control y la Prevención de Enfermedades con sede en Atlanta. Se ofrece una recompensa de $10,000 por información que conduzca a la acusación del sospechoso masculino. La madre del sospechoso también estaba dentro del hospital en el momento del tiroteo, pero salió ilesa.
Actualmente, las víctimas están siendo tratadas en el Grady Memorial Hospital. Según el Jefe Asociado de Neurocirugía Sanjay Gupta, tres víctimas llegaron en estado crítico y requirieron cirugía. La cuarta víctima se encuentra en condición estable y no se espera que requiera cirugía.

## Investigación
El Departamento de Policía de Atlanta y la Guardia Costera de los Estados Unidos estaban trabajando juntos para investigar el tiroteo.  La familia del presunto pistolero está trabajando con la policía.

## Acusado
Patterson nació en Hanover, Maryland y creció en Jonesboro, Georgia. Es un excompañero de segunda clase de electricista de la Guardia Costera y sirvió desde julio de 2018 hasta enero de 2023. Tenía antecedentes penales tanto en el condado de Henry como en el condado de Clayton que datan del 2015.

## Reacciones
El presidente Joe Biden y la vicepresidenta Kamala Harris se enteraron del tiroteo. La secretaria de prensa de la Casa Blanca, Karine Jean-Pierre, dijo a los periodistas que Biden está "frustrado por lo que estamos viendo en nuestras comunidades y en nuestras escuelas e iglesias".  El gobernador Brian Kemp, luego de la captura de Patterson, dijo: "Estamos desconsolados por la tragedia de hoy en Midtown Atlanta y nos unimos a todos los georgianos para orar por los afectados y sus seres queridos... también agradeciendo a Dios por las valientes fuerzas del orden público locales y estatales que respondieron con fuerza. y sin dudarlo”. El senador de Georgia, Raphael Warnock, cuyos hijos fueron encerrados durante el tiroteo, se dirigió al Congreso para exigir que se actúe sobre la legislación sobre armas. El alcalde de Atlanta, Andre Dickens, dijo que era un "día traumático" para la ciudad y pidió leyes de armas más estrictas.
El portavoz de los CDC, Benjamin Haynes, dijo en un correo electrónico que la organización estaba profundamente entristecida al enterarse de la muerte de Amy St. Pierre, que era una empleada de la sede de los CDC con sede en Atlanta, y la única víctima mortal del tiroteo.